# Bakassa
Bakassa ou Baka’sa est un village du Cameroun, situé dans le département du Haut-Nkam dans la région de l’Ouest, groupement et chefferie de 2e degré de la commune de Bana.

## Géographie

### Localisation
Le village est situé à 7,5 km à l'ouest du chef-lieu communal Bana et à 4,3 km au sud de Banfeko.

### Climat
Bakassa est doté d'un climat tropical de savane avec hiver sec, noté Aw par la classification de Köppen. Cela se caractérise par des températures mensuelles stables proches de 20 °C, établissant une température moyenne annuelle de 19,7 °C. Bakassa est ainsi dépourvu de saison hivernale, bien que l'hiver soit une période sèche en comparaison avec l'été où les précipitations sont abondantes.
| Mois                              | jan. | fév. | mars | avril | mai  | juin | jui. | août | sep. | oct. | nov. | déc. | année |
| --------------------------------- | ---- | ---- | ---- | ----- | ---- | ---- | ---- | ---- | ---- | ---- | ---- | ---- | ----- |
| Température minimale moyenne (°C) | 14,7 | 14,9 | 15,9 | 15,7  | 15,3 | 15   | 14,6 | 14,4 | 14,2 | 14,4 | 15   | 14,7 | 14,9  |
| Température moyenne (°C)          | 20,4 | 20,9 | 21   | 20,6  | 20   | 19,2 | 18,4 | 18,3 | 18,7 | 19,1 | 19,7 | 19,9 | 19,7  |
| Température maximale moyenne (°C) | 26,2 | 26,9 | 26,1 | 25,6  | 24,8 | 23,4 | 22,2 | 22,3 | 23,3 | 23,8 | 24,5 | 25,2 | 24,6  |
| Précipitations (mm)               | 12   | 39   | 122  | 185   | 186  | 205  | 250  | 292  | 345  | 269  | 59   | 10   | 1 974 |

## Administration

### Rattachement
Bakassa est administrativement rattaché à la commune de Bana, qui regroupe aussi les villages de Bandoumkassa, Batcha, Foumbe et Panchi .

### Chefferie
Sébastien Ngako est à la tête de la chefferie depuis le 19 septembre 1950. Il s'agit du chef en activité le plus âgé de la région de l'Ouest.

Bronzes en relief traditionnel à l'entrée de la chefferie de Bakassa.
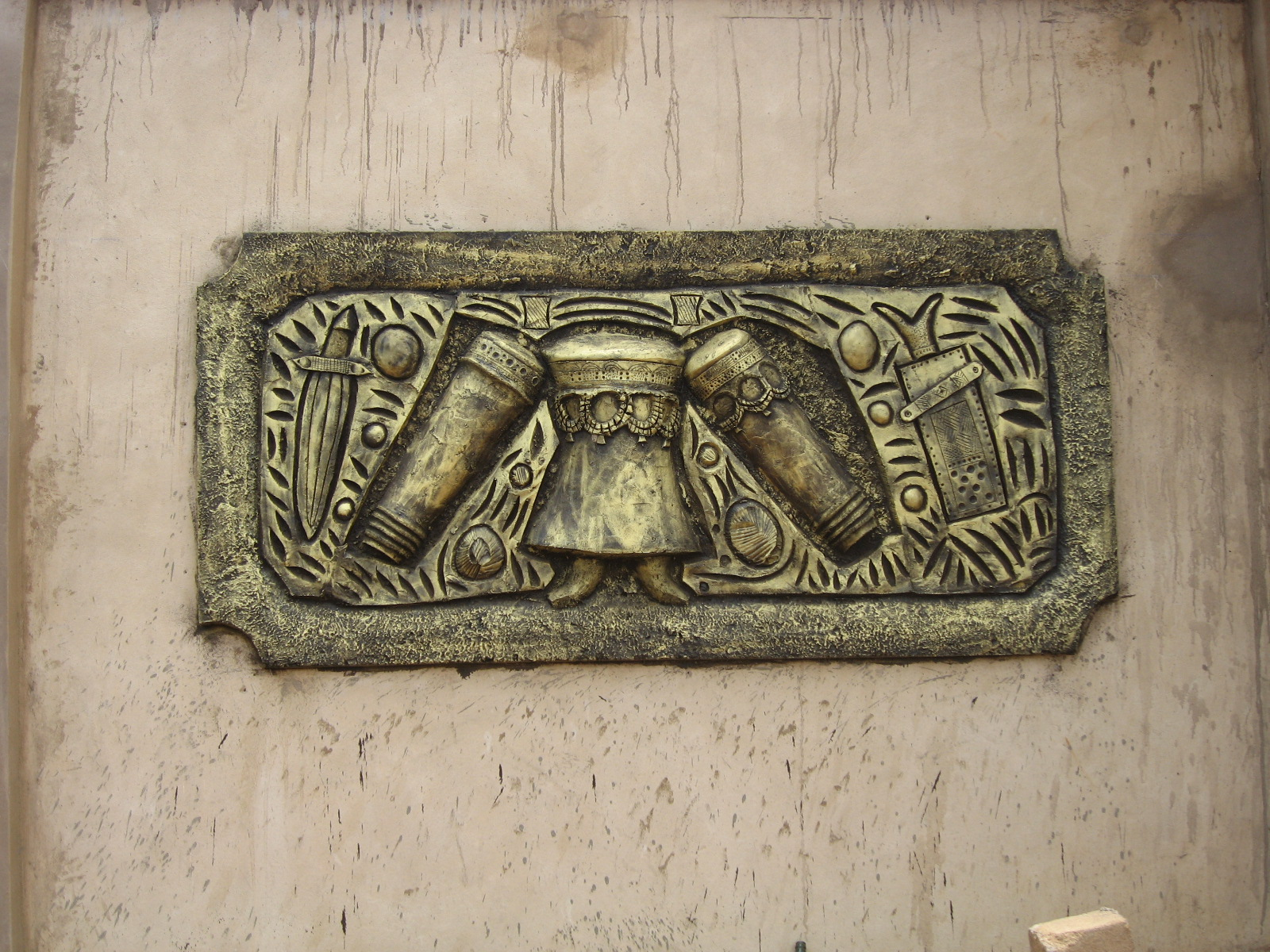
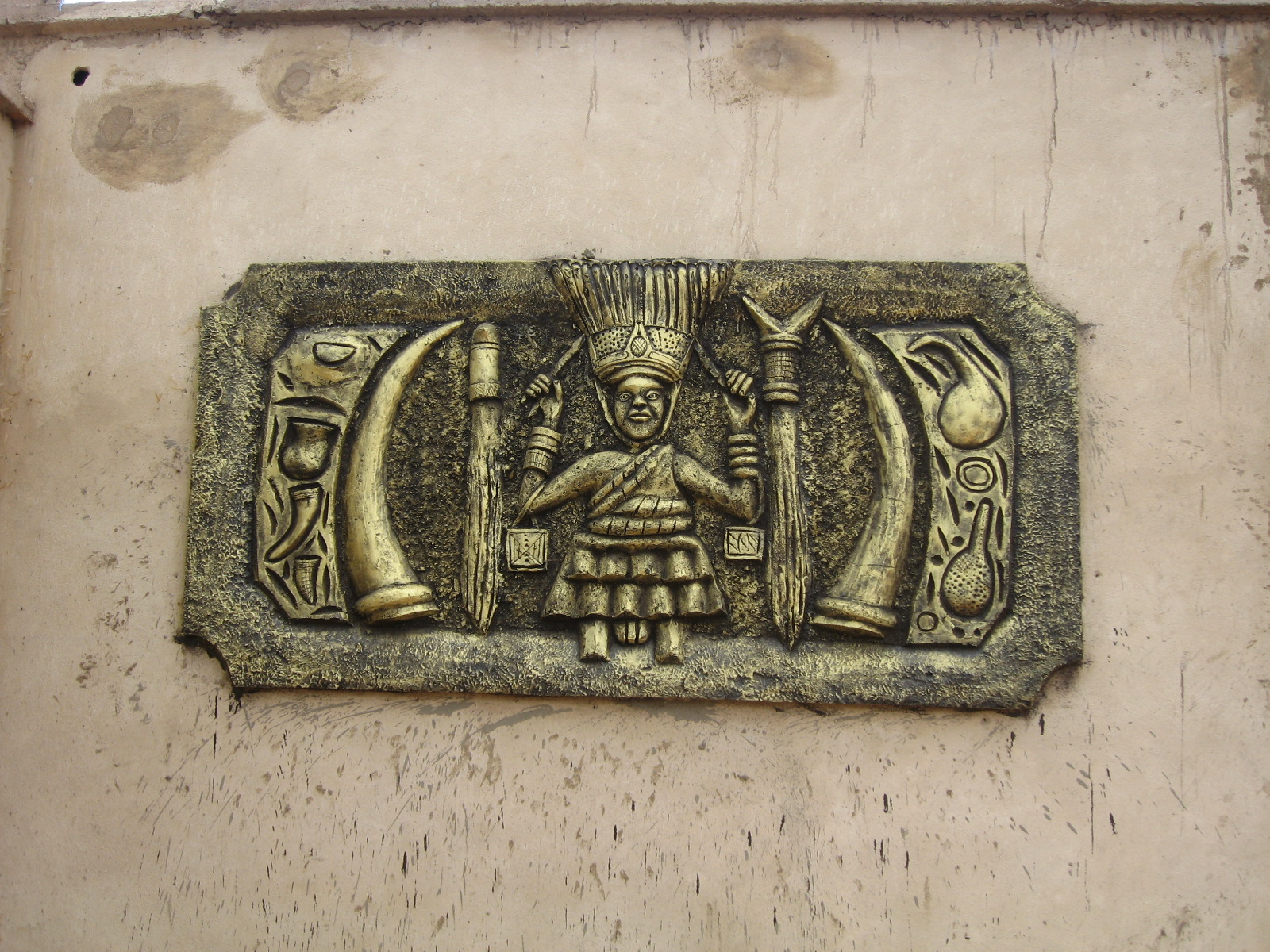
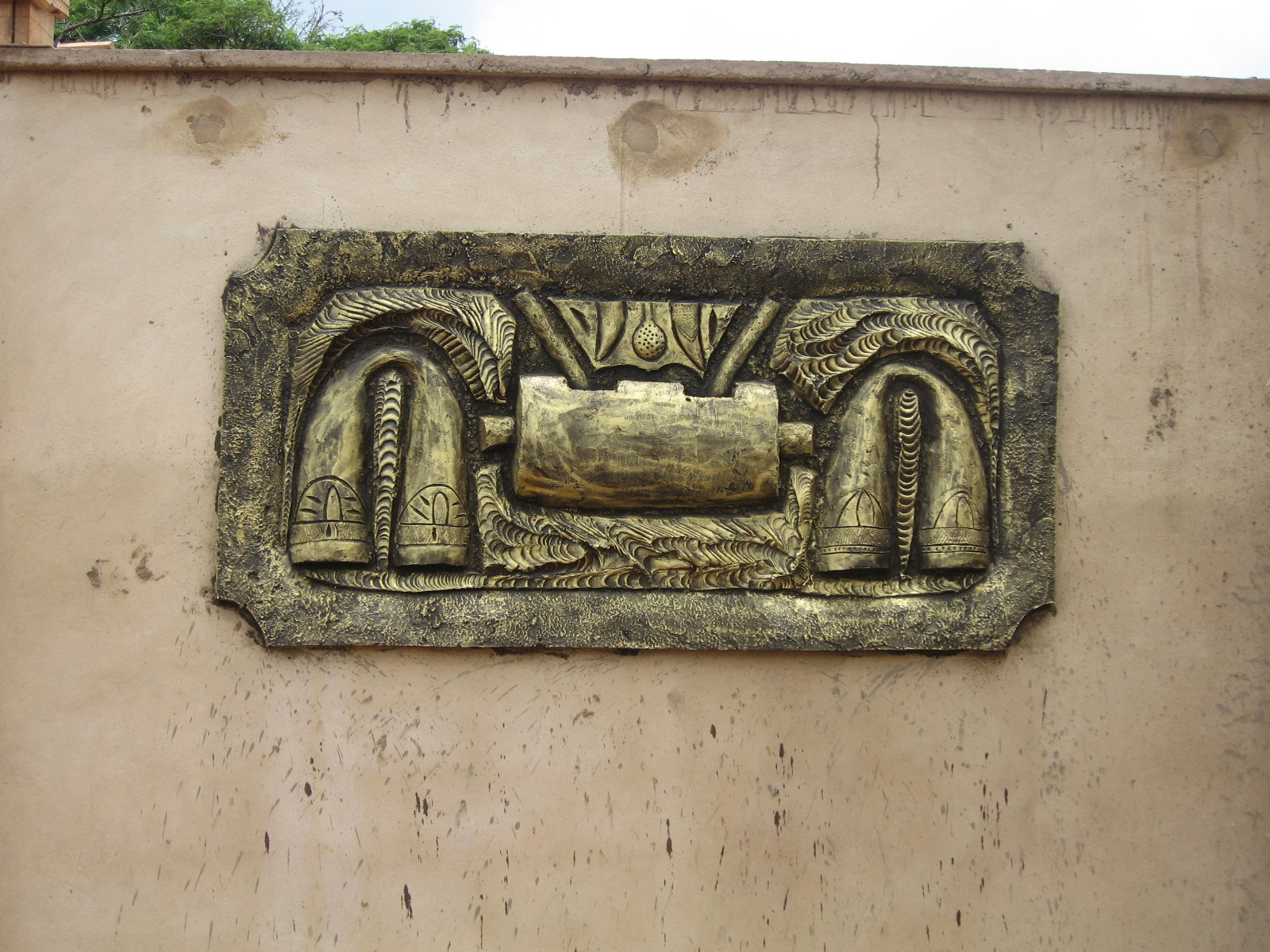

### Dynastie des rois
Depuis sa création, la chefferie Bakassa a connu une succession de 14 rois, à savoir :
1. Fo Tchakoa
2. Fo Siyam
3. Fo Sialeu
4. Fo Tchieneu
5. Fo Kamding
6. Fo Tchieuheu
7. Fo Wondem
8. Fo Tchokouamu
9. Fo Tchaamu
10. Fo Ngouabe
11. Fo Tchientcheu
12. Fo Tchamabe
13. Fo Ngako
14. Fo Emako

## Personnalités liées à Bakassa
- Pascal Monkam (1930-2021), homme d'affaires.
- Pierre TIENTCHEU expert financier et enseignant à l'UCAC.